# Гуркало Липівський
Гу́ркало Ли́півський — водоспад в Українських Карпатах (масив Сколівські Бескиди). Розташований у межах Калуського району Івано-Франківської області, в селі Липа. 
Висота перепаду води — 2 м. Водоспад розташований на потоці Липа (басейн річки Витвиця), в місце, де потік перетинає горизонтальний скельний пласт. 

## Світлини та відео

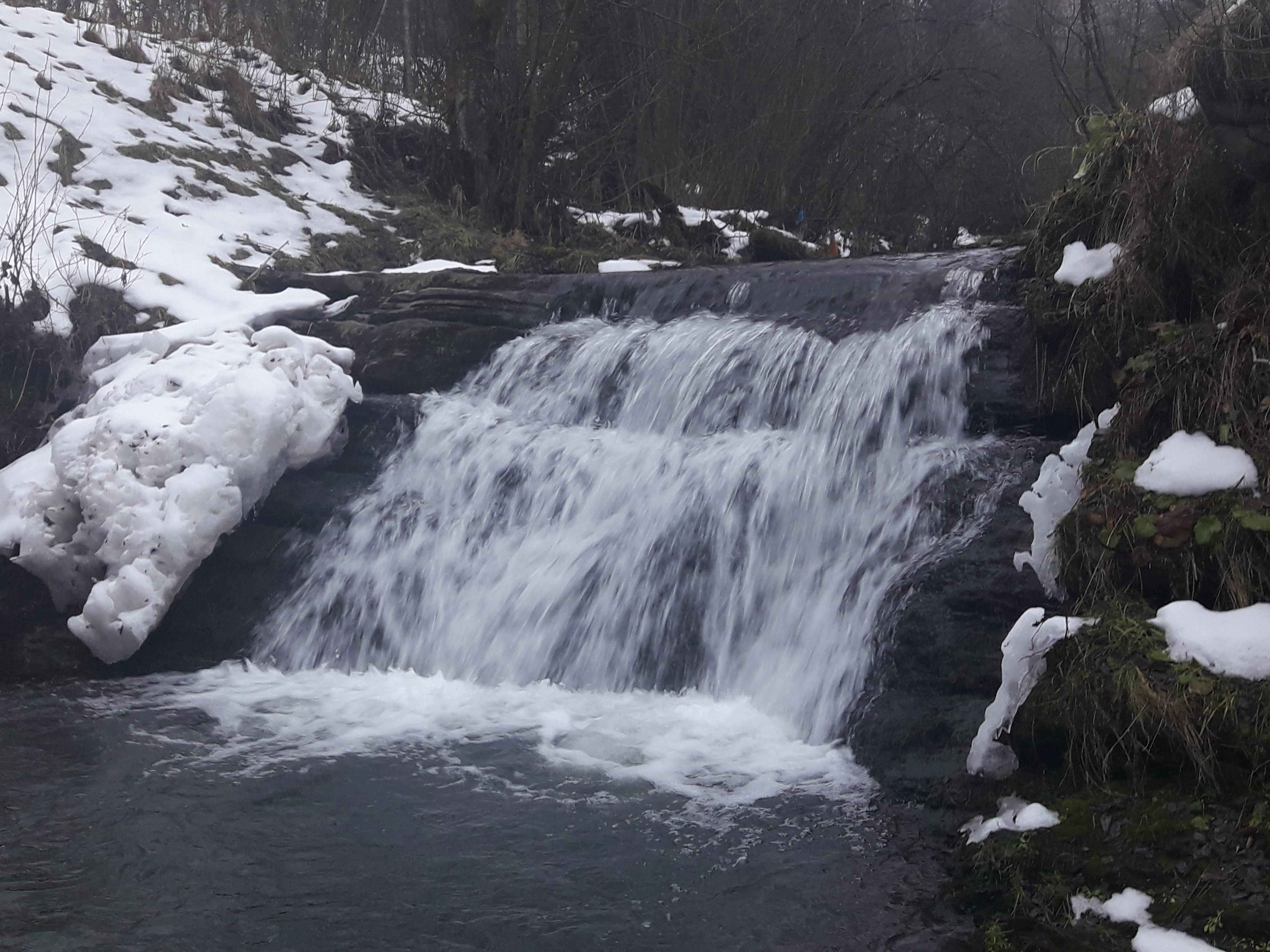
Водоспад зблизька
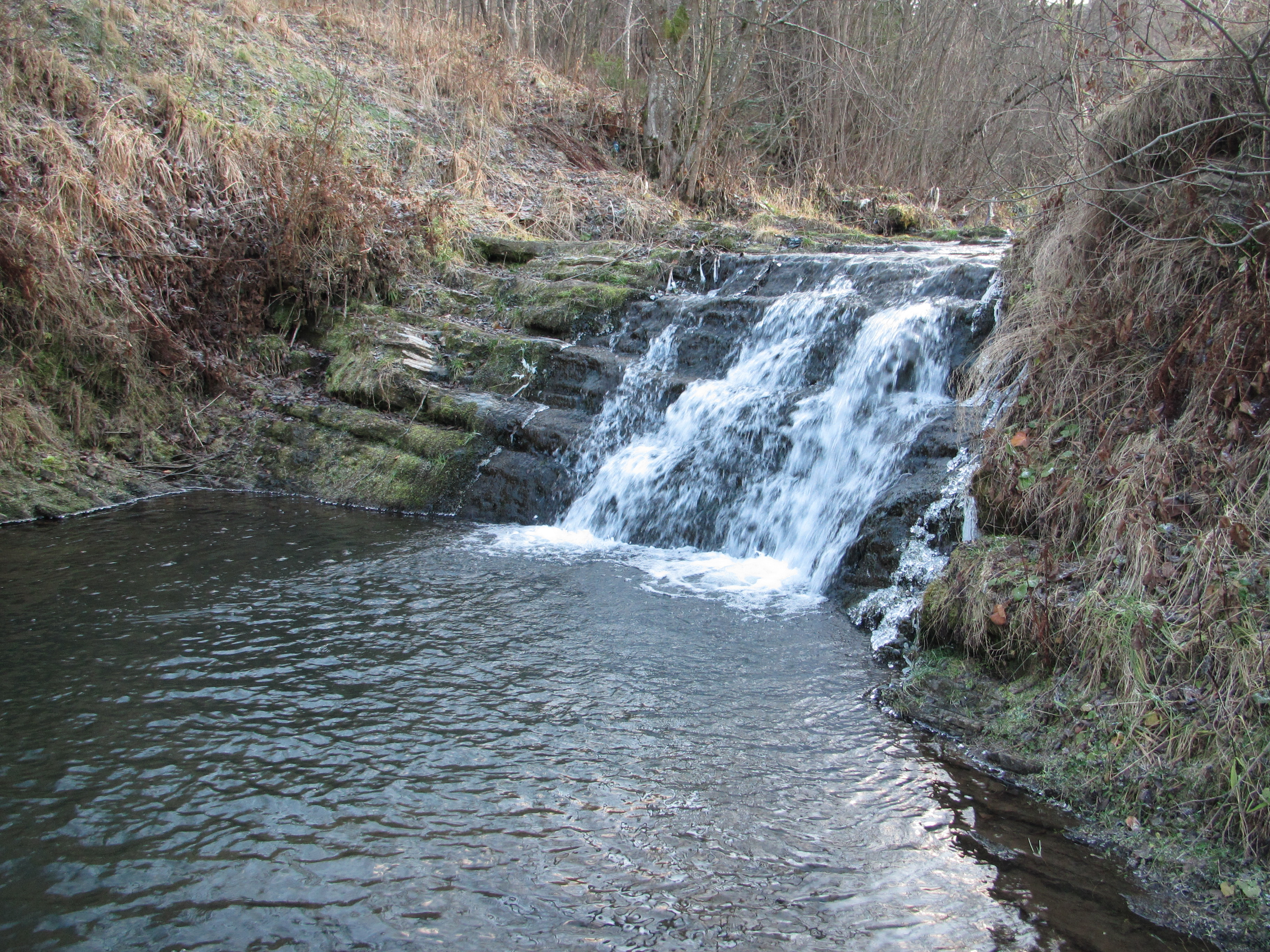
Водоспад збоку
- Відео водоспаду